# 佐藤真心
佐藤 真心（さとう まなか、1985年8月25日 - ）は、日本の元AV女優、元ストリッパー。
宮城県出身。身長:168cm。スリーサイズ:B88(F)・W58・H87。
趣味:料理

## 略歴
2005年3月に『ONAメイツ』でAVデビュー。
2006年に引退。

## 出演作品

### アダルトビデオ
- ONAメイツ　（2005年3月22日（レンタル）、マックス・エー）…共演:小沢菜穂、吉沢明歩
- ONAメイツ 2　（2005年4月26日（レンタル）、マックス・エー）…共演:小沢菜穂、吉沢明歩
- HOT!! HOT!! HOT!!　（2005年5月27日（レンタル）／2005年8月29日（セル）、マックス・エー）
- 排乳器官　（2005年6月21日（レンタル）、マックス・エー）
- ECSTASY　（2005年7月22日（レンタル）／2005年11月22日（セル）、マックス・エー）
- ONAメイツ 完全版　（2005年7月29日、マックス・エー）…共演:小沢菜穂、吉沢明歩
- ようこそMax Airlineへ!　（2005年8月26日（レンタル）、マックス・エー）
- Max Airlineへようこそ!　（2006年1月27日、マックス・エー）
- W精便器　（2006年4月13日、MOODYZ）…共演:新倉いつか

他

### イメージビデオ
- 裏・裸　（2005年2月25日、ミュージアム）